# Unbound Evil
Unbound Evil ist ein kroatischer Horrorfilm aus dem Jahr 2022 von Vjekoslav Katusin. Costas Mandylor ist in einer Nebenrolle zu sehen. Der Film wurde von Dream Team Pictures gemeinsam mit der österreichischen Kinokette Cineplexx veröffentlicht. Der Kinostart war in Serbien, Montenegro und Bosnien am 20. April 2022.

## Handlung
In einer verlassenen Kirche in Kroatien wird ein Militär-Kommando Zeuge eines makaberen paranormalen Ereignisses. Zu dessen Aufklärung befindet es sich im Einsatz. Dabei entdecken sie ein Tablet, auf dem sich Videoaufnahmen befinden. Diese zeigen eine Gruppe von Mitarbeitern einer ausländischen Marketing-Agentur, welche an einer geführten Waldwanderung, namens „Haunted Hiking Tour“ teilnehmen. Auf ihrer Wanderung werden sie von einem paranormalen, unsichtbaren, extraterrestrischen Feind gejagt, welcher durch ein missglücktes wissenschaftliches Projekt außer Kontrolle geriet. Anstelle eines schaudererregenden Ausfluges befinden sie sich auf einem Kampf, bei dem es für sie um Leben und Tod geht, bei dem nur das Militär die Hoffnung auf eine Rettung verspricht.

## Produktion
Nach dem Erfolg des Mystery-Thrillers C.L.E.A.N. (2020) wurde der Drehbuchautor Konstantin Georgiou von der Filmproduktionsfirma Dream Team Pictures beauftragt, ein weiteres Drehbuch im Horror-Genre zu entwickeln. Als Arbeitstitel wurde „Unbound Evil“ festgelegt. Konstantin Georgiou hat an der New Yorker Filmakademie studiert. Die Haupthandlung der Found-Footage-Story ist eine Kreuzung aus Blair Witch Project und The Office (amerikanische Fernsehserie). Als Drehorte für Unbound Evil wurden eine moderne Villa in der kroatischen Stadt Popovac, eine verlassene Kirche und ein bewaldetes Gebiet ausgewählt. Der Verantwortliche für die VFX ist Sebastian Khayat, der für seine Arbeit an Avengers: Endgame, Dumbo (2019), Shazam! und Hellboy – Call of Darkness. bekannt wurde.

## Rezeption
Die Weltpremiere von Unbound Evil fand am 18. Februar 2022 im Filmtheater Sendlinger Tor in München / Deutschland statt.
| Jahr | Auszeichnung                      | Kategorie                 | Preisträger                         | Ergebnis |
| 2022 | Oniros Film Awards                | Best Horror Film          | Vjekoslav Katusin                   | Gewonnen |
| 2022 | Oniros Film Awards                | Best Director             | Vjekoslav Katusin                   | Gewonnen |
| 2022 | Oniros Film Awards                | Best Editing              | Konstantin Georgiou                 | Gewonnen |
| 2022 | Oniros Film Awards                | Best Screenplay           | Konstantin Georgiou                 | Gewonnen |
| 2022 | Tokyo International Film Festival | Best VFX (Gold Award)     | Sebastian Khayat                    | Gewonnen |
| 2022 | Vegas Movie Awards                | Best Horror Film          | Vjekoslav Katusin                   | Gewonnen |
| 2022 | Vegas Movie Awards                | Best Director             | Vjekoslav Katusin                   | Gewonnen |
| 2022 | Vegas Movie Awards                | Best Sound Design         | Daniel Bautista & Joshua Lilienthal | Gewonnen |
| 2022 | Vegas Movie Awards                | Best Visual Effects       | Sebastian Khayat                    | Gewonnen |
| 2022 | Boden International Film Festival | Best Horror               | Vjekoslav Katusin                   | Gewonnen |
| 2022 | Boden International Film Festival | Best Actress Feature Film | Raquel Montes                       | Gewonnen |